# Christmas with Weezer
Christmas with Weezer est un EP de chansons de Noël du groupe rock américain Weezer. Il est paru le 16 décembre 2008.

## Liste des titres
1. We Wish You a Merry Christmas - 1:26
2. O Come All Ye Faithful - 2:04
3. O Holy Night - 4:04
4. The First Noel - 2:22
5. Hark! The Herald Angels Sing - 1:32
6. Silent Night - 2:22[1]